# Figlio unico (film)
Figlio unico (一人息子, Hitori musuko) è un film del 1936 diretto da Yasujirō Ozu.

## Trama
Nel 1923, nel villaggio di Shinshu, una vedova, Otsune Nonomiya, lavora duramente in una fabbrica di produzione di seta per mantenere lei e il suo unico figlio, Ryōsuke. Quando il maestro di Ryōsuke, Ookubo, la convince a lasciare che suo figlio continui a studiare oltre la scuola elementare, la donna decide di mantenere con le sue sole forze l’educazione di suo figlio, fino al college a Tokyo. Il figlio, vedendo realizzate le proprie speranze, le promette di diventare un grande uomo.
Tredici anni dopo, nel 1936, Otsune, adesso sulla sessantina, visita Ryōsuke, ormai ventottenne, a Tokyo, e lo fa quasi di sorpresa. Passate le prime felicità dell’incontro, la donna viene a sapere che suo figlio, ora insegnante di scuola serale, si è sposato e ha un figlio di un anno, nato nell’inverno precedente. Sua nuora Sugiko è gentile e premurosa, ma il lavoro di Ryōsuke non paga molto. Ryōsuke e O-Tsune visitano Ookubo, che ora è padre di quattro figli e gestisce un ristorante Tonkatsu.
La coppia intrattiene come meglio può la madre, ma i loro soldi, già non molti, si stanno esaurendo e Ryōsuke si vede costretto a chiedere prestiti ai colleghi pur di mantenere un minimo agio per la madre. Un giorno, durante un viaggio in un distretto industriale, di fronte al più grande inceneritore della città Ryōsuke confida alla madre che vorrebbe non essere mai venuto a Tokyo, e che si vede come una delusione per sua madre: Tokyo, infatti, a suo dire non è un posto dove si può facilmente avere successo. Otsune rimprovera suo figlio di arrendevolezza, dicendogli che pure a lei non è rimasto nulla, né terra né casa, ma ciò nonostante non ha mai smesso di riporre in lui le sue speranze.
Sugiko intanto vende il proprio kimono e raccoglie abbastanza soldi per un’uscita per tutta la famiglia. Nel frattempo Tomibo, il figlio di un vicino, è ferito da un cavallo e Ryōsuke, accorso insieme ai vicini, decide di portarlo in fretta all’ospedale. L’operazione ha buon fine, il ragazzino si rimetterà ma sua madre non ha i soldi per pagare il lavoro dei medici e le cure, così Ryōsuke le dona i loro soldi. Otsune è al suo fianco e quella sera confida al figlio di averla resa orgogliosa con il suo atto di altruismo e generosità.
Otsune, dichiaratasi così soddisfatta di questo bel ricordo, ritorna a Shinshu, ma lascia una lettera al figlio, dentro ci sono alcuni soldi e la donna chiede che li si impieghi per il suo nipotino. Ryōsuke, scosso dalla lettera, promette alla moglie che studierà e frequenterà un corso per diventare un insegnante di scuola media.
Tornata a Shinshū, Otsune sta lavando un pavimento insieme a una collega; questa le chiede come sia andato il viaggio e come stia Ryōsuke, così lei, mentendo, le confida che suo figlio è diventato un grande uomo di successo. Quando però si ritira sul retro della fabbrica, finito il suo turno, la donna si lascia andare esausta su un cestello e il suo viso si spezza in un’espressione di profondo dolore e rimorso. L’ultima inquadratura cattura un portone chiuso, oltre il quale si trovano le opportunità al figlio precluse.